# 富村
富村（法語：Faoug，法語發音：[fu]）是瑞士联邦西部法语区的沃州下设的一个镇。在行政上属于布罗瓦-维利区管辖。富村的总面积为3.45平方公里。截至2010年底，总人口为740。

## 地理
富村地处穆尔滕湖南岸。